# إلحاح ارتفاع ضغط الدم
إلحاح ارتفاع ضغط الدم (بالإنجليزية: Hypertensive urgency)‏ هو حالة سريرية يكون فيها ضغط الدم مرتفعًا جدًا (على سبيل المثال،≥ 180 / ≥110 ملم زئبقي) مع أعراض بسيطة أو معدومة، ولا توجد علامات أو أعراض تشير إلى تلف حاد في الأعضاء. هذا يتناقض مع فرط ضغط الدم الخبيث عندما يكون ضغط الدم الشديد مصحوبًا بدليل على تلف الأعضاء أو تلف الجهاز التدريجي.

## العلاج
في حالة إلحاح ارتفاع ضغط الدم يجب خفض ضغط الدم بعناية إلى ≤160 / ≤100 ملم زئبقي على مدى يتراوح من ساعاتٍ إلى أيام، ويمكن أن يتم ذلك غالبًا للمريض دون الحاجة لإدخال المستشفى. هناك أدلة محدودة فيما يتعلق بأنسب معدل لخفض ضغط الدم، على الرغم من أنه يوصى بخفض ضغط الدم الشرياني بنسبة لا تزيد عن 25 إلى 30 في المائة خلال الساعات القليلة الأولى. وتشمل الأدوية الموصى بها لحالات ارتفاع ضغط الدم: كابتوبريل، ولابيتالول، وأملوديبين، وفيلوديبين، وإسراديبين، وبرازوسين. لا ينصح باسعمال عقار نيفيديبين تحت اللسان في حالات ارتفاع ضغط الدم. وذلك لأن نيفيديبين يمكن أن يسبب انخفاضًا سريعًا في ضغط الدم الذي يمكن أن يعجل الأحداث الإقفارية الدماغية أو القلبية. هناك أيضًا نقص في الأدلة على فوائد نيفيديبين في السيطرة على ارتفاع ضغط الدم. يجب أن يتبع الإعطاء الحاد للأدوية عدة ساعات معين من المراقبة للتأكد من أن ضغط الدم لا ينخفض كثيرًا.